# Csanády Miklós
Csanády Miklós D.Sc (Budapest, 1937. június 2. – 2024. július 6.) magyar orvos, belgyógyász, kardiológus, egyetemi tanár, professzor emeritus. A Cardiologia Hungarica szerkesztőbizottsági tagja. Az orvostudományok kandidátusa (1977), az orvostudományok doktora (1995).

## Életpályája
1955–1961 között a SZTE Szent-Györgyi Albert Orvostudományi Kar hallgatója volt. 1961–1973 között a SZOTE I. sz. Belgyógyászati Klinikáján gyakornok, tanársegéd és adjunktus volt. 1969–1973 között a belgyógyászati intenzív osztály vezetője volt. 1973-tól a II. sz. Belgyógyászati Klinika kardiológiai osztály vezetője. 1976-tól a Magyar Kardiológusok Társaságának vezetőségi tagja, 1995-től elnökségi tagja, 1998-tól elnöke. 1976–1977 között Rotterdamban tanult. 1980–1987 között docens volt. 1987–2007 között tanszékvezető egyetemi tanár volt. 1987–2002 között a Belgyógyászati Klinika igazgatója volt. 1988-tól a Szegedi Akadémiai Bizottság kardiológiai munkabizottságának elnöke. 1990–1996 között a Magyar Tudományos Akadémia Atheroscleroticus, Thromboemboliás és Keringési Megbetegedések Kutatásával Foglalkozó Bizottság tagja volt. 1997–2000 között klinikai rektorhelyettes volt. 1999-től a Klinikai I. Tudományos Bizottság tagja.
Kutatási területe a cardiomyopathiák és családi előfordulású szívbetegségek, a dilatatív familiaris cardiomyopathia egyik első leírója. 1987-ben egy betegséget róla neveztek el. Több mint 400 tudományos publikáció szerzője, valamint 4 könyv szerzője és szerkesztője.

## Családja
Szülei: Csanády Miklós és Turcsányi Magdolna voltak. 1963-ban házasságot kötött Lippai Lillával. Két fiuk született: Miklós (1964) onkológus és Zsolt (1966).

## Főbb művei
- A felnőttkori szívbetegségek progresszív ellátása, a diagnosztika és kezelés alapelvei. Kiegészítő jegyzet; SZOTE, Szeged, 1988
- Forster Tamás–Csanády Miklós: A színkódolt Doppler echocardiographia atlasza; SZOTE, Szeged, 1990
- Szarvas Ferenc–Csanády Miklós: Belgyógyászati fizikális diagnosztika. Egyetemi tankönyv; Semmelweis, Budapest, 1993
- Forster Tamás–Csanády Miklós: Terheléses echocardiographia; Medicina, Budapest, 1998
- Szarvas Ferenc–Csanády Miklós: A belgyógyászati fizikális diagnosztika alapjai. Egyetemi tankönyv; 2. átdolg. kiad.; Semmelweis, Budapest, 2000
- Diagnosztika a rendelőben és a betegágynál; szerk. Szarvas Ferenc, Csanády Miklós, Vécsei László; Medicina, Budapest, 2004
- Szarvas Ferenc–Csanády Miklós: A belgyógyászati fizikális vizsgálat, a klinikai diagnosztika alapmódszere. Egyetemi tankönyv; 5. átd. kiad.; Semmelweis, Budapest, 2012

## Díjai
- Markusovszky-díj (1994)[6]
- Széchenyi professzor ösztöndíj (1999-2002)
- A Magyar Érdemrend tisztikeresztje (2002)[6]
- Klebelsberg Kunó-díj (2004)[6]
- Huzella Tivadar-díj (2004)[6][7]
- Zárday Imre-díj (2005)
- Eötvös József-koszorú (2013)[6]